# Aditya Birla Group
Aditya Birla Group è uno dei più grandi gruppi industriali indiani presente in 15 paesi. 
Il Corporate Management del gruppo viene chiamato Birla Management Corporation. 
Alla testa di questo colosso industriale indiano c'è Kumar Mangalam Birla, erede di una delle famiglie più ricche del suo paese (Forbes stima la sua ricchezza in 8 miliardi USD, il che lo rende l'86º uomo più ricco del mondo e il 7° uomo più ricco dell'India).

## Informazioni finanziarie
Aditya Birla Group è stata una delle prime multinazionali indiane, nel 2006 ha avuto un fatturato superiore a 24 miliardi di dollari americani, il valore totale della capitalizzazione di mercato si aggira intorno ai 30 miliardi di dollari americani. Dà lavoro a circa 100.000 persone di cui la maggior parte in patria.

## Presenza internazionale
Aditya Birla Group ha 74 unità di produzione distribuite tra India, Thailandia, Malaysia, Laos, Indonesia, Filippine, Egitto, Canada, Australia, Cina, USA, Regno Unito, Germania, Ungheria, Brasile, Italia, Francia, Lussemburgo, Svizzera e Giappone.

## Telecomunicazioni
Aditya Birla Group è presente anche nel mondo delle telecomunicazioni possedendo circa il 98.3% di IDEA cellular, una delle più grandi compagnie telefoniche indiane.

## Forza del gruppo
Tramite tutte le fabbriche possedute e controllate la Aditya Birla Group è:
- Numero 1 al mondo per la produzione di fibre in viscosa
- Il terzo produttore mondiale di isolanti
- Il quarto produttore mondiale di carbone
- L'undicesimo produttore mondiale di cemento
- Tra i maggiori produttori mondiali di rame e alluminio.
- Il quarto produttore asiatico di alluminio
- Tra le più grandi aziende indiane